# Кудако
Кудако — ліва притока Адагума. Бере початок на північному заході хутора Горний. Впадає в плавні річки Адагум, нижче села Київської. Довжина 34 км.
Кудако — з адигейського означає «долина нафти». Перша в Росії нафтова свердловина пробурена в долині річки Кудако.